# Curățele
Curățele (en  húngaro: Tisztásfalva) es una comuna en el distrito de Bihor, región de Crișana, Rumanía.
Además de la capital municipal Curățele, incluye las pedanías de Beiușele, Cresuia, Nimăiești y Pocioveliște.
Se ubica unos 5 km al noreste de Beiuș.

## Demografía
Según el censo de 2011, la población de la comuna es de 2509 habitantes, disminuyendo frente al censo de 2002 cuando se registraron 2735 habitantes. La gran mayoría de habitantes son de etnia rumana (96,97%), con una minoría de gitanos (1,28%).
Desde un punto de vista confesional, la gran mayoría son ortodoxos (92,95%), aunque existen minorías religiosas tales como adventistas (2,39%) y baptistas (1,91%).

## Gobierno local
El ayuntamiento de la comuna está compuesto por 11 concejales. Desde las elecciones de 2016, su composición es la siguiente:
- Partido Nacional Liberal, 7 concejales;
- Partido Socialdemócrata, 2 concejales;
- Partido Rumania Unida, 1 concejal;
- Partido Alianza Liberales y Demócratas, 1 concejal.